# روبرتو كوربن
روبرتو كوربن (بالإسبانية: Roberto Corbin)‏ هو لاعب كرة قدم بنمي، ولد في 19 أبريل 1953 في El Chorrillo ‏ في بنما. شارك مع منتخب بنما تحت 20 سنة لكرة القدم. أما مع على مستوى النوادي فقد لعب مع إتويل كاروغ ونادي شينوا السويسريِّين.